# Buchstabensäuren
Als Buchstabensäuren bezeichnet man amin- und/oder hydroxysubstituierte Naphthalinsulfonsäuren. Sie sind wichtige Zwischenprodukte der Farbstoffchemie. Der Name Buchstabensäure leitet sich von der Tatsache ab, dass diese Säuren meist nur mit einem vorangestellten Buchstaben benannt werden, zum Beispiel „H-Säure“. Die Buchstabenvergabe erfolgte historisch und nicht immer ist die Wahl des Buchstaben nachvollziehbar. Manche Säuren sind auch mit dem Namen ihres Entdeckers bezeichnet (zum Beispiel „Brönner-Säure“) oder tragen den Namen der Firma, die diese Verbindung erstmals hergestellt hat (zum Beispiel „Cassella-Säure“); auch die beiden letztgenannten Verbindungen werden zu den Buchstabensäuren gezählt. Die Buchstabensäuren werden als Diazo- oder Kupplungs-Komponenten in Azokupplungen oder als Substituenten (beispielsweise zur Substitution eines Chloratoms in Cyanurchlorid) eingesetzt.

## Naphthylamin-Sulfonsäuren
Aus den Naphthylaminen α-Naphthylamin und β-Naphthylamin erhält man je nach Reaktionsbedingungen durch Sulfonierung eine oder mehrere Naphthylaminsulfonsäuren. Durch Nitrierung und anschließende Béchamp-Reduktion lassen sich höher aminierte Verbindungen erhalten.

## Naphthol-Sulfonsäuren
Aus Naphtholen erhält man je nach Reaktionsbedingungen durch Sulfonierung eine oder mehrere Naphtholsulfonsäuren. Durch Nitrierung und anschließende Bechamp-Reduktion lassen sich aminierte Verbindungen erhalten.

## Nomenklatur
Die Verbindungen werden seit langer Zeit als Zwischenprodukte bei der Herstellung von Azofarbstoffen benutzt. Da die systematischen Namen unübersichtlich sind, wurden die meisten mit Trivialnamen belegt. Die Salze der Sulfonsäuren (Sulfonate) bezeichnet man üblicherweise nach dem „Stamm-Trivial-Namen“ : H-Säure → H-Salz, ggf. noch das Kation (Natrium-H-Salz). Die Trivial-Nomenklatur wird nochmals unübersichtlicher durch die Bezifferung der Substituenten. Historisch und herstellungstechnisch bedingt wird inkonsequenterweise mal das Kohlenstoff-Atom, das die Hydroxy-, mal jenes, das die Amino-Gruppe trägt, mit dem Lokanten 1 versehen.
Die Trivialnomenklatur entstand überwiegend im deutschen Sprachraum. Im Englischen wird meist 1 : 1 übersetzt (Brönner-Säure →  Broenner's Acid).

## Beispiele
| Trivialname                                                  | Systematische Bezeichnung (IUPAC)         | CAS-Nr.:   | Struktur | Anmerkungen |
| ------------------------------------------------------------ | ----------------------------------------- | ---------- | -------- | ----------- |
| Baum-Säure (auch α-Schäffer-Säure)                           | 1-Hydroxy-2-naphthalinsulfonsäure         | 567-18-0   |          |             |
| Neville-Winther-Säure                                        | 4-Hydroxynaphthalin-1-sulfonsäure         | 84-87-7    |          |             |
| L-Säure (auch Azurin-Säure, Oxylaurent-Säure)                | 5-Hydroxynaphthalin-1-sulfonsäure         | 117-59-9   |          |             |
| RG-Säure (auch GR-Säure)                                     | 4-Hydroxynaphthalin-2,7-disulfonsäure     | 578-85-8   |          |             |
| A-Säure                                                      | 3,5-Dihydroxynaphthalin-2,7-disulfonsäure | 81344-22-1 |          |             |
| Chromotropsäure                                              | 4,5-Dihydroxynaphthalin-2,7-disulfonsäure | 148-25-4   |          |             |
| ε-Säure (auch Andresen-Säure)                                | 8-Hydroxynaphthalin-1,6-disulfonsäure     | 117-43-1   |          |             |
| D-Säure (Doppelbezeichnung, siehe 81-05-0!)                  | 4-Hydroxynaphthalin-1,6-disulfonsäure     | 6361-37-1  |          |             |
| δ-Säure (auch CS-Säure, Schöllkopf-Säure, Oxy-Chicago-Säure) | 4-Hydroxynaphthalin-1,5-disulfonsäure     | 117-56-6   |          |             |
| Schäffer-Säure (β)                                           | 6-Hydroxynaphthalin-2-sulfonsäure         | 93-01-6    |          |             |
| F-Säure (auch Cassella-Säure)                                | 7-Hydroxynaphthalin-2-sulfonsäure         | 92-40-0    |          |             |
| Croceinsäure (auch Bayer-Säure, Rumpff-Säure)                | 7-Hydroxynaphthalin-1-sulfonsäure         | 132-57-0   |          |             |
| R-Säure                                                      | 3-Hydroxynaphthalin-2,7-disulfonsäure     | 148-75-4   |          |             |
| G-Säure                                                      | 7-Hydroxynaphthalin-1,3-disulfonsäure     | 118-32-1   |          |             |

| Trivialname                                                                   | Systematische Bezeichnung (IUPAC)      | CAS-Nr.:   | Struktur | Anmerkungen                                                                            |
| ----------------------------------------------------------------------------- | -------------------------------------- | ---------- | -------- | -------------------------------------------------------------------------------------- |
| Cleve-γ-Säure (auch Cleve-Säure)                                              | 4-Aminonaphthalin-2-sulfonsäure        | 134-54-3   |          |                                                                                        |
| Naphthionsäure (auch Piria-Säure)                                             | 4-Aminonaphthalin-1-sulfonsäure        | 84-86-6    |          |                                                                                        |
| Purpurinsäure (auch Laurent-Säure)                                            | 5-Aminonaphthalin-1-sulfonsäure        | 84-89-9    |          |                                                                                        |
| Cleve-β-Säure (auch 1,6-Cleve-Säure, μ-Säure)                                 | 5-Aminonaphthalin-2-sulfonsäure        | 119-79-9   |          |                                                                                        |
| 1,7-Cleve-Säure                                                               | 8-Aminonaphthalin-2-sulfonsäure        | 119-28-8   |          |                                                                                        |
| Perisäure (auch Forsling-Säure I)                                             | 8-Aminonaphthalin-1-sulfonsäure        | 82-75-7    |          | als Kupplungskomponente                                                                |
| Kalle-Säure                                                                   | 1-Aminonaphthalin-2,7-disulfonsäure    | 486-54-4   |          |                                                                                        |
| Freund-Säure (1,3,6)                                                          | 4-Aminonaphthalin-2,7-disulfonsäure    | 6251-07-6  |          |                                                                                        |
| Alen-Säure (auch Freund-Säure (1,3,7))                                        | 4-Aminonaphthalin-2,6-disulfonsäure    | 6362-05-6  |          |                                                                                        |
| Amino-ε-Säure                                                                 | 8-Aminonaphthalin-1,6-disulfonsäure    | 129-91-9   |          |                                                                                        |
| Dahl-Säure II                                                                 | 4-Aminonaphthalin-1,7-disulfonsäure    | 85-74-5    |          |                                                                                        |
| Dahl-Säure III                                                                | 4-Aminonaphthalin-1,6-disulfonsäure    | 85-75-6    |          |                                                                                        |
| Amino-S-Säure (auch Disulfo-S-Säure)                                          | 4-Aminonaphthalin-1,5-disulfonsäure    | 117-55-5   |          |                                                                                        |
| T-Säure (auch Koch-Säure, Amino-H-Säure)                                      | 8-Aminonaphthalin-1,3,6-trisulfonsäure | 117-42-0   |          | nicht identisch mit 2,4,5-Trichlorphenoxyessigsäure (ebenfalls als T-Säure bezeichnet) |
| B-Säure (auch Melan-Säure)                                                    | 8-Aminonaphthalin-1,3,5-trisulfonsäure | 17894-99-4 |          |                                                                                        |
| Tobias-Säure (auch A-Säure)                                                   | 2-Aminonaphthalin-1-sulfonsäure        | 81-16-3    |          | als Diazokomponente                                                                    |
| Dahl-Säure (auch Dahl-Säure I, D-Säure (Doppelbezeichnung, siehe 6361-37-1!)) | 6-Aminonaphthalin-1-sulfonsäure        | 81-05-0    |          |                                                                                        |
| Broenner-Säure (auch Brönner-Säure, Amino-Schäffer-Säure)                     | 6-Aminonaphthalin-2-sulfonsäure        | 93-00-5    |          |                                                                                        |
| Cassella-F-Säure (auch δ-Säure, Amino-F-Säure Bayer-Säure (?))                | 7-Aminonaphthalin-2-sulfonsäure        | 494-44-0   |          |                                                                                        |
| Badische-Säure (auch Forsling-Säure I)                                        | 7-Aminonaphthalin-1-sulfonsäure        | 86-60-2    |          |                                                                                        |
| Sulfo-Tobias-Säure                                                            | 2-Aminonaphthalin-1,5-disulfonsäure    | 117-62-4   |          | als Diazokomponente                                                                    |
| Amino-R-Säure                                                                 | 3-Aminonaphthalin-2,7-disulfonsäure    | 92-28-4    |          |                                                                                        |
| C-Säure (auch Cassella-Säure)                                                 | 3-Aminonaphthalin-1,5-disulfonsäure    | 131-27-1   |          | als Diazo- und Kupplungskomponente                                                     |
| Amino-I-Säure (auch Amino-J-Säure)                                            | 6-Aminonaphthalin-1,3-disulfonsäure    | 118-33-2   |          |                                                                                        |
| Amino-G-Säure                                                                 | 7-Aminonaphthalin-1,3-disulfonsäure    | 86-65-7    |          |                                                                                        |
| 2R-Amino-Säure                                                                | 7-Aminonaphthalin-1,3,6-trisulfonsäure | 118-03-6   |          |                                                                                        |

| Trivialname                              | Systematische Bezeichnung (IUPAC)             | CAS-Nr.:  | Struktur | Anmerkungen                                                                                             |
| ---------------------------------------- | --------------------------------------------- | --------- | -------- | --- |
| M-Säure                                  | 8-Amino-4-hydroxynaphthalin-2-sulfonsäure     | 489-78-1  |          | |
| I-Säure (Name von Iso-γ-Säure)           | 7-Amino-4-hydroxynaphthalin-2-sulfonsäure     | 87-02-5   |          | sehr wichtig, als Kupplungskomponente für scharlach-rote (Monoazo-) und rot-braune (Bisazo-) Farbstoffe |
| Sulfo-I-Säure (auch I-Di-Säure)          | 2-Amino-5-hydroxynaphthalin-1,7-disulfonsäure | 6535-70-2 |          | als Kupplungskomponente                                                                                 |
| γ-Säure                                  | 6-Amino-4-hydroxynaphthalin-2-sulfonsäure     | 90-51-7   |          | wichtig, für rote, als Kupplungskomponente lichtechte Monoazo-Farbstoffe                                |
| RR-Säure (auch 2R-Säure, Columbia-Säure) | 3-Amino-5-hydroxynaphthalin-2,7-disulfonsäure | 90-40-4   |          | |
| S-Säure (auch Chicago-S-Säure)           | 4-Amino-5-hydroxynaphthalin-1-sulfonsäure     | 83-64-7   |          | |
| K-Säure                                  | 4-Amino-5-hydroxynaphthalin-1,7-disulfonsäure | 130-23-4  |          | als Kupplungskomponente für rote, lichtechte Monoazo-Farbstoffe                                         |
| H-Säure                                  | 4-Amino-5-hydroxynaphthalin-2,7-disulfonsäure | 90-20-0   |          | sehr wichtig, als Kupplungskomponente für rote (Monoazo-) und blaue (Bisazo-) Farbstoffe                |
| SS-Säure (auch Chicago-SS-Säure)         | 4-Amino-5-hydroxynaphthalin-1,3-disulfonsäure | 82-47-3   |          | |
| Boeniger-Säure (auch 1,2,4-Säure)        | 4-Amino-3-hydroxynaphthalin-1-sulfonsäure     | 116-63-2  |          | |